# Makinavaja, el último choriso
Makinavaja, el último choriso es una película española de 1992 dirigida por Carlos Suárez y escrita por Ramón Tosas Fuentes y Carlos Suárez, basada en el cómic español Makinavaja, creado por Ramón Tosas Fuentes "Ivá" y publicado en la revista semanal El Jueves. Fue protagonizada por Andrés Pajares y Jesús Bonilla en los roles principales de Maki y Popeye, respectivamente, aunque destacan la aparición de actores secundarios como Pedro Reyes, Carmen Conesa o Llàtzer Escarceller.

## Argumento
Makinavaja (Andrés Pajares) es un hombre que vive como puede en los conflictivos barrios bajos de Barcelona, cometiendo atracos, robos y fechorías junto con su compañero inseparable de fatigas, Popeye (Jesús Bonilla). Su "base de operaciones" es un bar llamado "Bar El pirata", en el cual trabaja otro cómplice suyo, al que llaman El Pirata (Pedro Reyes), que les proporciona armas. Allí también se suele encontrar Mohamed, más conocido como Moromierda (Mario Pardo).
La película carece de un guion sólido de principio a fin, ya que la mayoría de las escenas o "gags" fueron extraídos de los cómics de Ivá, algo retocados y suavizados para que la película no resultase demasiado violenta.

## Reparto
- Andrés Pajares como Makinavaja (Maki).
- Jesús Bonilla como Popeye (Popi o Pope).
- Pedro Reyes como El Pirata (El Pira).
- Mario Pardo como Mohamed (Moromierda).
- Llàtzer Escarceller como Matías (el abuelo de Makinavaja).
- Mary Santpere como La Maru (la madre de Makinavaja).
- Alberto Pérez como Pitufo (El sobrino del Maki).

## Diferencias entre el cómic y la película
Los actores seleccionados para interpretar a los personajes del cómic original fueron muy acertados, e incluso se mantuvo la misma forma de hablar que el cómic, con expresiones como "Po bueno, po fale, po malegro", "¿Pasa, cohone?" o "S'agradese er detalle".

## Curiosidades
- Al principio de la película, en la escena en la que los GEO están en la puerta del banco, uno de los miembros del comando es el actor Jorge Sanz (pero no aparece acreditado en la película).
- El tema principal del principio de la película, está interpretado por el propio Andrés Pajares.
- La película fue rodada en Barcelona (Cataluña, España).
- Andrés Pajares, Jesús Bonilla, y Mario Pardo, volverían a reunirse poco después en un episodio de la serie de Antena 3 ¡Ay señor, señor!, en el episodio "El licor del pater Clauvis". Más tarde en 2011, los tres aparecen en La daga de Rasputín, dirigida por el propio Jesús Bonilla.

## Secuela
Al año siguiente, 1993, se rodó una segunda parte, titulada Semos peligrosos (uséase Makinavaja 2).